# Parafia Narodzenia Matki Bożej w Port Lions
Parafia Narodzenia Matki Bożej – parafia prawosławna w Port Lions. Jedna z siedmiu parafii tworzących dekanat Kodiak diecezji Alaski Kościoła Prawosławnego w Ameryce.